# Rio Ega
Il Rio Ega è un fiume della Spagna del nord affluente di sinistra dell'Ebro.

## Percorso

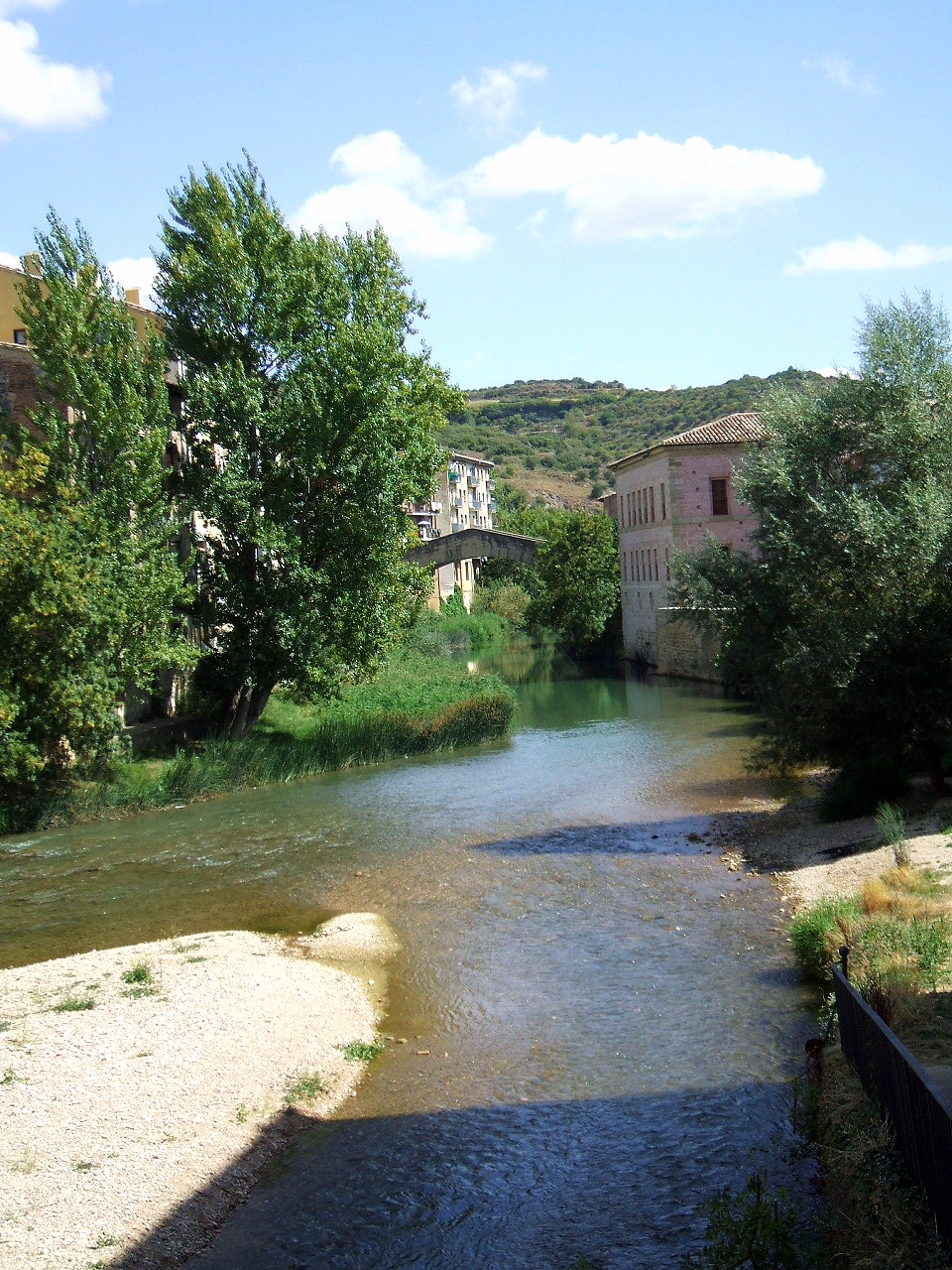
Ponte a Estella sul Rio Ega

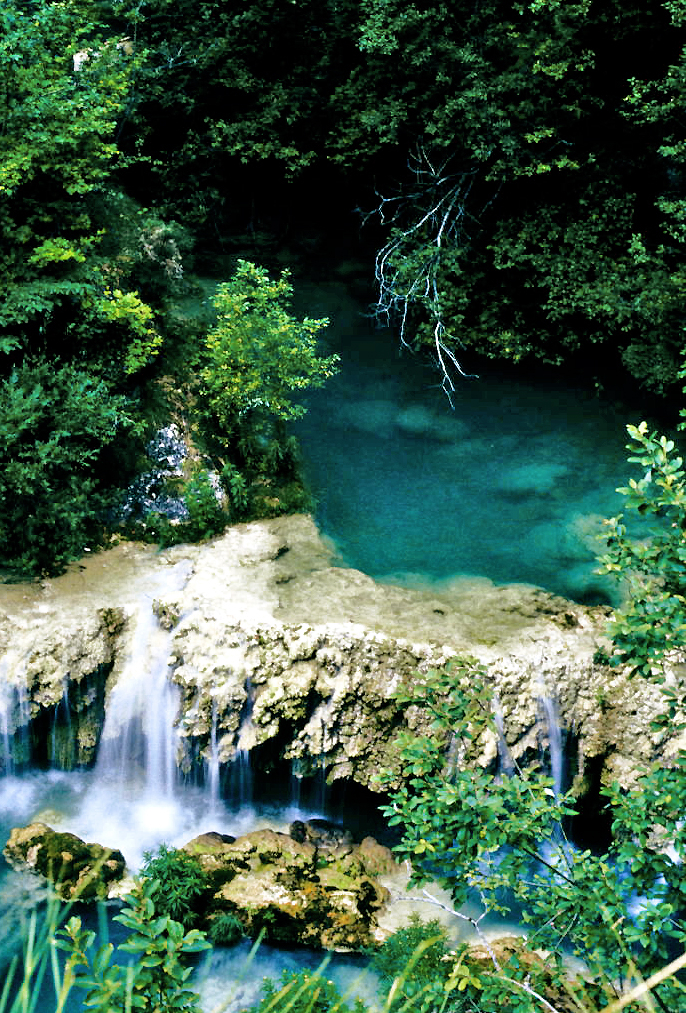
Scorcio della riserva naturale dell'Urederra

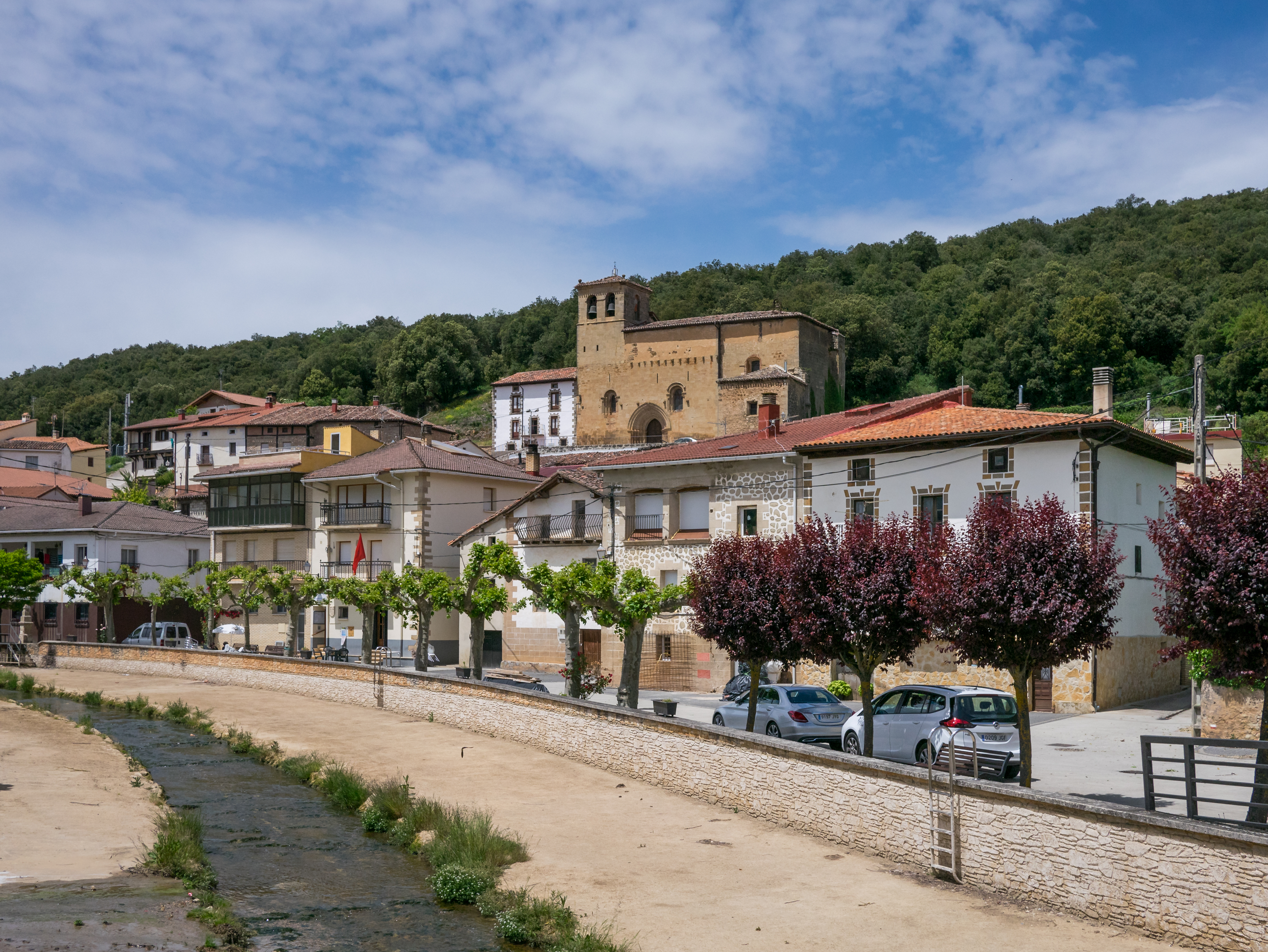
Alveo del Rio Ega a Marañón

L'Ega scorre quasi interamente attraverso la Navarra con direzione sempre verso est e rientra nel bacino idrografico dell'Ebro.  Nasce nel territorio di Álava ed ha vari affluenti come l'Izki, il Sabando e l'Urederra.
Attraversa importanti città e piccoli centri come Lagrán, Marañón, Genevilla, Campezo, Ancín, Estella, Lerín e Andosilla. e sfocia nell'Ebro presso San Adrián. 

## Aspetti naturalistici e d'interesse
Il fiume Ega attraversa aree di interesse naturalistico come la riserva naturale di Lasia dove scorre in una profonda gola e la riserva naturale alla sorgente del suo affluente Urederra.
La città più interessante che bagna è quella di Estella, con numerose architetture religiose medievali, e uno dei suoi ponti fa parte del Camino Francés, uno dei rami del Cammino di Santiago di Compostela.